# Dynamine artemesia
Dynamine artemesia är en fjärilsart som beskrevs av Fabricius 1793. Dynamine artemesia ingår i släktet Dynamine och familjen praktfjärilar. Inga underarter finns listade i Catalogue of Life.